# 大和醸造
大和醸造株式会社（やまとじょうぞう）は日本にかつて存在した企業である。1961年（昭和36年）三楽酒造(後のメルシャン）に吸収合併された。

## 概要
神奈川県藤沢町（現・藤沢市）城南に創立した大日本醸造がその前身である。

### 大日本醸造
清酒「白雪」で知られる兵庫県伊丹の老舗蔵元（後の小西酒造）小西家当主であった小西新右衛門により、
1919年（1920年説も）に設立された。当時の食糧事情により主原料の米不足を危惧していた小西は、かねてより米を使わない合成清酒の製造を模索していたが、理研の鈴木梅太郎が考案した理研酒に着目し、藤沢工場内に設置した大和醸造試験所にて理研の鈴木、大河内正敏（のちに理研所長）らと共同で試験製造に着手した。

### 大和醸造
1922年に鈴木は製造特許を取得。量産化の目途もたち、鈴木らと協力関係にあった製薬会社三共や投資家からの資本調達にも成功した小西は、翌1923年（大正12年）大和醸造株式会社を設立し、独占的な特許実施権を獲得。藤沢工場で量産を開始した理研酒「新進」「如楓」販売にこぎつけた。
ところが、ほどなく同年9月に発生した関東大震災で藤沢工場は甚大な被害を被った。事態を重くみた大河内は独自に理研酒の製造を決断し、1928年（昭和3年）「利久」「祖國」の名で販売開始。「利久」は成功をおさめ、合成清酒を代表する製品に成長。幾度の企業再編を経るも西暦2000年代まで残る長寿ブランドとなった。
一方、大和醸造は震災被害から復旧を遂げ、「新進」の生産も再開したが、戦後味の素系列の三楽酒造に吸収された。その結果、「新進」ブランドも消滅した。

## 現在

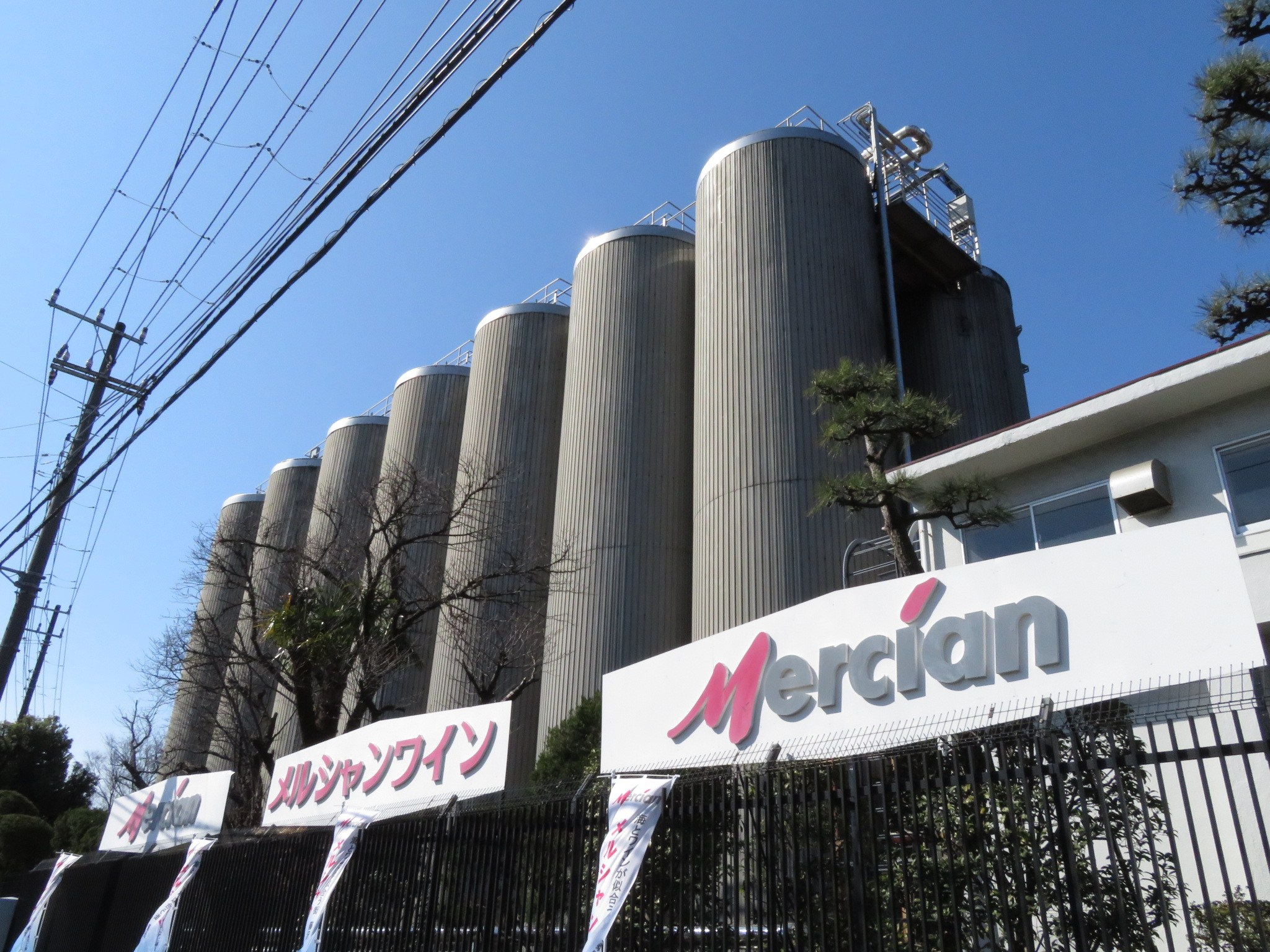
メルシャン藤沢工場 (2019年撮影)

三楽酒造は後にキリンHD子会社のメルシャンとなり、生産品種転換した同社藤沢工場は国内総生産量日本一のワイン製造拠点として2020年（令和2年）現在も稼働中である。

## 沿革
- 1919年（大正8年） - 大日本醸造株式会社　創立。
- 1921年（大正10年） - 藤沢工場内に大和醸造試験所を設置。
- 1923年（大正12年）2月 - 大和醸造株式会社設立。塩原又策、小西新右衛門が代表取締役に就任[3]。
  - 理研清酒「新進」「如楓」販売開始。
  - 9月23日 - 関東大震災により工場被災。
- 1935年（昭和10年） - 理研酒の独占的特許実施権を手放す。
- 1961年（昭和36年） - 三楽酒造に吸収合併。